# 海軍潜水学校
海軍潜水学校（かいぐんせんすいがっこう、英語: Submarine School）は、大日本帝国海軍における潜水艦乗組員を養成する教育機関のことである。砲術学校や水雷学校など他の術科学校において普通科あるいは高等科を卒業し、水上艦や潜水艦の勤務経験を積んだ士官・下士官・兵が入校し、潜水艦の運用に必要な知識と技能を修得した。他の術科学校が横須賀鎮守府の管轄であるのに対し、潜水校は呉鎮守府の管轄となっている。このため地理的に他の術科学校とは離れており、対潜水艦戦を学ぶ対潜学校ともまったく交流がない特殊な学校となっていた。

## 概要
1905年に日本海軍は潜水艇を初めて導入し、横須賀水雷団で運用を開始したが、小型のために洋上訓練もままならなかった。導入から1年で横須賀での運用を断念し、所属艇すべてを呉軍港に移転したことから、潜水艦の操艦実習は呉で実施されることが慣例となった。当初は附属の潜水艦母艇を繋留校舎として使用していたが、潜水艦従事者の増員に対応すべく、1920年に校舎を建設して開校した。
他の術科学校と同様に、普通科・高等科・専攻科・特修科の4コースが設定されたが、のちに潜水艦長養成コースとして甲種が特設された。また、すべてのコースが兵科と機関科の二本立てで実施された。機関科では、水上艦にはないディーゼルエンジンとバッテリーの操作が重視された。とはいえ、その頂点に立つ機関長の養成コースは設定されず、高等科をもって修了となった。
太平洋戦争後半に、環境が大きく変化している。まず校舎を大竹市に移転し、老朽潜水艦を実習船として活用する「呉潜水戦隊」が編制され、司令官は潜水学校長が兼任した。潜水艦作戦が行き詰まり、特攻作戦が本格的に計画されるようになると、柳井市に「特殊潜航艇」訓練を主目的とした柳井分校を設置。さらに1945年春より、爆撃機による瀬戸内海の機雷封鎖作戦が開始されるようになり、大竹での実習が困難になったことから穴水町に七尾分校を立ち上げ、七尾湾での実習を試みた。閉校は1945年9月15日である。

## 沿革
- 1920年9月30日　潜水学校を呉に開校。
- 1942年11月23日　大竹に移転。
- 1943年12月1日　呉潜水戦隊を編制、潜水学校実習部隊に位置づける。
- 1944年4月1日　柳井分校を設置、特攻兵器訓練を開始。
- 1945年4月1日　七尾分校を設置、疎開移転。
- 1945年9月15日　閉校。

## 歴代潜水学校長
- （心得）今泉哲太郎 大佐：1920年9月15日 -
- 福田貞助 少将：1921年12月1日 -
- 吉川安平 少将：1922年2月1日 -
- 宮治民三郎 少将：1922年12月1日 - 1923年10月1日[1]
- （心得）中城虎意 大佐：1923年10月1日[1] -
- 岸井孝一 少将：1924年12月1日 - 1925年12月1日
- 重岡信治郎 大佐：1925年12月1日 -
- 尾本知 大佐：1926年12月1日 -
- 野辺田重興 大佐：1928年12月10日 -
- 重岡信治郎 少将：1930年12月1日 -
- 嶋田繁太郎 少将：1931年12月1日 -
- 北川清 大佐：1932年2月2日 -
- 植松練磨 少将：1932年6月28日 -
- 野村直邦 大佐：1933年11月15日 -
- 和波豊一 少将：1934年11月15日 -
- 浮田秀彦 大佐：1935年11月15日 -
- 小松輝久 少将：1937年12月1日 -
- 熊岡譲 少将：1938年11月15日 -
- 高須三二郎 少将：1939年11月15日 -
- 樋口修一郎 少将：1941年7月5日 -
- 山崎重暉 少将：1943年9月15日 -
- 醍醐忠重 中将：1944年8月23日 -
- 市岡寿 中将：1945年5月1日 - 1945年9月15日閉校